# Antonio Hernando Grande
Antonio Hernando Grande (Madrid, 4 de setembre de 1947) és un físic espanyol, acadèmic de la Reial Acadèmia de Ciències Exactes, Físiques i Naturals.

## Biografia
Es llicencià en física a la Universitat Complutense de Madrid, en la que es doctorà el 1974 sota la direcció del Professor Salvador Velayos Hermida amb la tesi Procesos de imanación en whiskers de Fe <111>. Va realitzar la seva estada postdoctoral als laboratoris de Naval Research a Maryland i professor invitat a la Universitat Tècnica de Viena, a la Universitat de Cambridge on va ocupar la primera Càtedra BBV i a l'Institut Max Planck de Stuttgart. Des de 1980 és catedràtic de Magnetisme de la Matèria a la Universitat Complutense de Madrid. Fou el promotor de l'Institut de Magnetisme Aplicat, primer Institut Universitari creat conforme al marc previst per la Llei de Reforma Universitària (LRU), vinculat a la Universitat Complutense i al CSIC, i del que n'ha estat director des de 1989.
En maig de 1998 fou escollit acadèmic de la Reial Acadèmia de Ciències Exactes, Físiques i Naturals. En va prendre possessió el 26 de gener de 2000 amb el discurs "Imanes: su misterioso atractivo y su utilidad". Entre altres guardons, fou investit Doctor Honoris causa per la Universitat del País Basc en 2002; Medalla d'Or de la Reial Societat Espanyola de Física; Premi d'Investigació "Miguel Catalán" de la Comunitat de Madrid de 2006; Fellow de l'American Physical Society; Premi Dupont de la Ciència de 2009 i Premi Nacional d'Investigació Juan de la Cierva de 2011.

## Tasca investigadora
La seva labor investigadora s'ha centrat en l'estudi del Magnetisme, i les seves aplicacions tecnològiques en l'àmbit industrial. Entre els seus temes de recerca es troben: el magnetisme dels amorfs i nanocristalls, la magnetostricció, el magnetisme de nanopartícules magnètiques, la magnetoencefalografia i les tècniques experimentals de mesura de camps i propietats magnètiques dels materials.
Ha desenvolupat programes que han millorat des del Tren d'Alta Velocitat a les polseres magnètiques per controlar els maltractadors. Ha creat disset patents, una de les quals (la tanca sensoritzada), ha estat comercialitzada.

## Publicacions
- Permanent magnetism, magnetic anisotropy, and hysteresis of thiol-capped gold nanoparticles.Crespo, P; Litran, R; Rojas, TC; et ál.. PHYSICAL REVIEW LETTERS Volumen: 93 Número: 8 AUG 20 2004 Nº citas: 303
- A soft magnetic wire for sensor applications. Vazquez, M; Hernando, A; JOURNAL OF PHYSICS D-APPLIED PHYSICS Volumen: 29 Número: 4 Páginas: 939-949 APR 14 1996
- Magnetic properties of ZnO nanoparticles. García, M. A.; Merino, J. M.; Fernández Pinel, E.; et ál.. NANO LETTERS Volumen: 7 Número: 6 Páginas: 1489-1494 JUN 2007
- Analysis of the dependence of spin-spin correlations on the thermal-treatment of nanocrystalline materials Hernando, A; Váquez, M; Kulik, T; et ál.. PHYSICAL REVIEW B Volumen: 51 Número: 6 Páginas: 3581-3586 FEB 1 1995
- Exchange interactions through amorphous paramanetic layers in ferromagnetic nanocrystals. Hernando, A; Kulik, T PHYSICAL REVIEW B Volumen: 49 Número: 10 Páginas: 7064-7067 MAR 1 1994